# 신성봉
신성봉(辛聖鳳, 1960년 4월 15일, 부산광역시 ~ )은 대한민국의 제5·6·7대 울산광역시 중구의원이다.

## 학력
- 동래고등학교 졸업
- 울산대학교 중어중문학 학사 졸업

### 비학위 수료
- 울산대학교 대학원 행정학 석사 졸업
- 연변대학 대학원 세계사학 박사 과정 졸업

## 경력
- 햇살어린이집 원장
- 울산연합 북구 지역위원회 위원장
- (사)울산청소년지도회 사무총장
- 어린이집 놀이방연합회 회장
- 민주노동당 울산시당 중구 지역위원회 부위원장
- 학교급식조례 중구연대 집행위원장
- 생태유아공동체 부회장
- 울산청소년선도지도회 사무총장
- 함께상임이사
- 울산여성회 이사
- 신성봉 중국어학원 원장
- 동아대학교 겸임교수
- 울산대학교 정책대학원 총동창회 회장
- 울산광역시 민간·가정어린이집연합회 회장
- 제일중학교 운영위원회 위원장
- 2010.07 ~ 2014.06 제5대 울산광역시 중구의회 의원
- 2010.07 ~ 2012.07 제5대 울산광역시 중구의회 전반기 부의장
- 2010.07 ~ 2012.07 제5대 울산광역시 중구의회 전반기 내무위원회 위원
- 2012.07 ~ 2014.06 제5대 울산광역시 중구의회 후반기 행정자치위원회 위원
- 2012.07 ~ 2014.06 제5대 울산광역시 중구의회 후반기 예산결산특별위원회 위원
- 2014.07 ~ 2018.06 제6대 울산광역시 중구의회 의원
- 2014.07 ~ 2016.07 제6대 울산광역시 중구의회 전반기 행정자치위원회 위원
- 2014.07 ~ 2016.07 제6대 울산광역시 중구의회 전반기 예산결산특별위원회 위원
- 2016.07 ~ 2018.06 제6대 울산광역시 중구의회 후반기 복지건설위원회 위원
- 더불어민주당 울산광역시당 지방자치위원장
- 더불어민주당 울산광역시당 국립병원유치위원회 공동위원장
- 울산고속도로무료화 범시민추진위원회 공동위원장
- 자치분권 민주지도자회의 울산 상임대표
- 울산대학교 보육교사 교육원 총동창회장
- 한국자율방범연합회 중구협의회 고문
- 2018.07 ~ 2022.05 제7대 울산광역시 중구의회 의원
- 2018.07 ~ 2020.07 제7대 울산광역시 중구의회 전반기 의장
- 2020.07 ~ 2022.05 제7대 울산광역시 중구의회 후반기 복지건설위원회 위원

## 역대 선거 결과
|  | 41.98% |

|  | 31.04% |

|  | 14.11% |

|  | 22.24% |

|  | 17.98% |

|  | 35.40% |

|  | 37.19% |

## 참고 자료
- 신성봉의 미니홈피 - 싸이월드